# 石井俊大
石井 俊大（いしい としひろ、1991年9月30日 - ）は、テレビ愛知 (TVA) のアナウンサー。

## 来歴
広島県広島市出身。広島大学卒業。
大学を卒業後、テレビ高知 (KUTV) に入社。同局と瀬戸内海放送 (KSB) でアナウンサーを務めた後、テレビ愛知へ移籍した。

## 人物
学生時代には、中学・高校・大学と10年間吹奏楽団でオーボエ奏者として活動していた。高校在学時には全国大会に出場。そして広島大学在学時に出場した第53回全日本吹奏楽コンクール中国大会と第36回全日本アンサンブルコンテスト中国大会・大学の部では、それぞれ当時の楽団メンバーとともに金賞を受賞している。

## 担当番組
- テレっちのたまご（テレビ高知、2015年10月5日 - 2017年12月22日） - メインMC
- 全国高校野球選手権大会中継（朝日放送テレビ制作） - 瀬戸内海放送在籍時、2018年の第100回大会中継において、阪神甲子園球場アルプススタンドからのリポート「燃えろ!ねったまアルプス」を一部の試合で担当[要出典]。
- ゲツナナ（瀬戸内海放送、2019年 - 2020年） - 不定期出演
- KSBスーパーJチャンネル（瀬戸内海放送）[1]
- KSBニュースview（瀬戸内海放送）[1]
- 5時スタ（テレビ愛知、2020年4月6日 - ） - メインキャスター
- スポーツ中継（テレビ愛知）
  - プロ野球では、2021年9月28日に『テレビ愛知 10チャンベースボール』として中京ローカルで放送された中日ドラゴンズ対読売ジャイアンツ戦（バンテリンドーム ナゴヤ）中継で実況デビューした。詳しくはテレビ愛知 10チャンベースボール#2021年の節を参照。